# Università della California Meridionale
L'Università della California Meridionale (in inglese University of Southern California, USC) è un'università statunitense, situata a Los Angeles. Fondata nel 1880, è la più antica università privata della California.

## Struttura
Dall'anno 2005 l'università è sede della USC Shoah Foundation Institute, fondazione creata da Steven Spielberg per la raccolta delle testimonianze audio-video dei sopravvissuti della Shoah.

## Storia
Negli anni 70 dell'Ottocento Robert Maclay Widney decise di fondare a Los Angeles, assieme ad un gruppo di cittadini, quella che poi diventerà l'Università della California Meridionale, la quale aprirà le prime aule nel 1880 con 10 insegnanti e 53 studenti grazie alla donazione di 308 lotti terra da tre uomini:
- Ozro W. Childs, un orticoltore protestante;
- John G. Downey, un farmacista e imprenditore cattolico irlandese;
- Isaias W. Hellman, un banchiere e filantropo tedesco di origini ebree.

Nel 1904 Emil Breitkreutz fu il primo studente della USC a gareggiare a livello olimpico, ai Giochi della III Olimpiade tenutisi a Saint Louis, ottenendo una medaglia di bronzo.
Nel 1976 il 38esimo presidente degli Stati Uniti d'America, Gerald D. Ford fece una campagna elettorale contro Jimmy Carter e nel 1977, dopo la perdita alle elezioni, ritornò due volte alla USC a tenere delle lezioni in diverse classi.
Nel 1984, durante i Giochi della XXIII Olimpiade, il parco del campus universitario venne trasformato nel più grande villaggio olimpico di Los Angeles.
Nel 1999 il New York Times nomina la USC come "Collage of the Year 2000" (in inglese: "collage dell'anno 2000").
Nel 2023 la USC investe in un progetto da più di un miliardo di dollari chiamato "Frontiers of Computing" riguardante computazione avanzata, quantum computing, intelligenza artificiale ed etica.

## Sport
Gli atleti della USC hanno vinto 288 medaglie ai Giochi olimpici (135 ori, 88 argenti e 65 bronzi), più di qualsiasi altra università al mondo. Gli atleti, sia in ambito maschile che femminile, di USC hanno vinto 87 campionati del National Collegiate Athletic Association (NCAA), terzo migliore della nazione e vanta 11 campionati di college football. Escludendo il football, le squadre maschili hanno collezionato 86 campionati NCAA. Le squadre femminili ne hanno vinti 27 dal 1976.